# 衣浦東部広域連合
衣浦東部広域連合（きぬうらとうぶこういきれんごう、英：East Kinuura Wide Regional Fire Station Union）は、愛知県碧南市、刈谷市、安城市、知立市、高浜市の碧海5市が設立している広域連合（消防組合）。所轄人口は、約50万人で、愛知県内では、名古屋市に次いで大きい消防組織である。

## 概要

### 事務所
- 愛知県刈谷市小垣江町西高根204-1

### 事務内容
- 消防に関する事務

### 組織

#### 広域連合議会
- 議員定数：17人（碧南市：3人、刈谷市：4人、安城市：5人、知立市：3人、高浜市：2人）

#### 執行機関
- 広域連合長：1人（関係市の長のうちから、関係市の長が投票により選挙）
- 副広域連合長：4人（広域連合長以外の関係市の長）
- 広域連合副長：1人（広域連合長が広域連合の議会の同意を得て、関係市の副市長のうちから選任）
- 会計管理者：1人（広域連合長が関係市の会計管理者のうちから任免）
- 監査委員：2人
- 選挙管理委員会
  - 選挙管理委員：4人

## 常備消防事務

### 沿革
- 1996年（平成8年）5月 - 碧南市・刈谷市・安城市・知立市・高浜市の消防長で構成する「常備消防広域化検討委員会」が発足する。
- 2000年（平成12年）10月 - 衣浦東部広域行政圏協議会に広域消防企画検討室を設置する。
- 2002年（平成14年）
  - 3月 - 広域連合設置議案を関係5市の3月議会に上程し可決する。
  - 5月13日 - 愛知県知事より衣浦東部広域連合の設置が許可される。
- 2003年（平成15年）
  - 2月 - 広域連合事務所が完成する。
  - 3月 - 通信指令施設が完成する。
  - 4月1日 - 衣浦東部広域連合が発足し、碧南市消防本部・刈谷市消防本部・安城市消防本部・知立市消防本部・高浜市消防本部の5つの消防本部が衣浦東部広域連合消防局（消防組合）に移行する。
- 2022年（令和4年）11月1日 - 刈谷消防署と安城消防署で高度救助隊の運用を開始する[1]。

### 組織
- 本部 - 消防課、予防課、通信指令課
- 消防署

### 主力機械
2022年（令和4年）4月1日現在
- 消防ポンプ自動車：9
- 水槽付消防ポンプ自動車：16
- はしご付消防自動車：5
- 化学消防自動車：4
- 小型動力ポンプ付水槽車：3
- 救急自動車：16
- 救助工作車：5
- 指揮調査車：1
- 指令車：6
- 広報車：6
- 資機材搬送車：5
- 連絡車：21
- 人員搬送車：1
  - 合計98台

### 消防署
| 消防署     | 住所                  | 分署                                                 | 出張所                 |
| ---------- | --------------------- | ---------------------------------------------------- | ---------------------- |
| 碧南消防署 | 碧南市港本町1-29      | 北：碧南市三度山町2-27 東：碧南市照光町5-5           | なし                   |
| 刈谷消防署 | 刈谷市寿町1-201-1     | 北：刈谷市今川町鍋田69-2 南：刈谷市小垣江町西高根203 | なし                   |
| 安城消防署 | 安城市横山町浜畔上111 | 北：安城市東栄町5-26-48 南：安城市石井町石原31-1     | 西：安城市福釜町細湫40 |
| 知立消防署 | 知立市弘法2-1-5       | なし                                                 | なし                   |
| 高浜消防署 | 高浜市稗田町6-2-15    | なし                                                 | なし                   |